# Anarhokapitalizam
Anarhokapitalizam (poznat kao i liberterska anarhija ili tržišni anarhizam) je politička filozofija koja zagovara ukidanje države u korist individualnog suvereniteta u slobodnom tržištu. Naziv je skovao ekonomist Murray Rothbard. Anarhokapitalizam odbacuje državu kao proizvoljnog monopolista i agresora protiv individualnog suvereniteta te zastupa anti-državni laissez faire kapitalizam. Anarhokapitalisti vjeruju da bi sva dobra i usluge trebale biti osigurane putem slobodnog tržišta te bi zamijenili državni monopol sile s privatnim organizacijama koje bi koristile fizičku silu samo protiv agresora u obrani slobode i posjeda. 
Filozofija anarhokapitalizma prihvaća bezdržavni kapitalizam kao jedan od svojih osnovnih principa. Prva dobro poznata verzija anarhokapitalizma je razvijena od strane ekonomista Austrijske škole i libertarijanaca Murrayja Rothbarda i Waltera Blocka sredinom 20. stoljeća i objedinjavala je elemente Austrijske ekonomske škole, klasičnog liberalizma i američkog individualističkog anarhizma.
Zbog prihvaćanja kapitalizma, postoji znatno razilaženje između anarhokapitalista i anarhista koji odbacuju kapitalizam. Anarhokapitalizam se može promatrati kao radikalni razvoj klasičnog liberalizma i njegovih ideja. Anarhokapitalisti se razlikuju od minarhista, koji zagovaraju tzv. "državu noćobdiju", odnosno minimalnu državu, ograničenu na zaštitu pojedinaca i njihove imovine protiv domaćeg i stranog agresora; te se razlikuju od ostalih anarhista koji zagovaraju ukidanje privatnog vlasništva .